# Magenta (Marne)
Pour les articles homonymes, voir Magenta.
Magenta (prononcer [maʒɛ̃ta]) est une commune française située dans le département de la Marne, en région Grand Est.
Ses habitants sont appelés les Magentais.

## Géographie

### Localisation

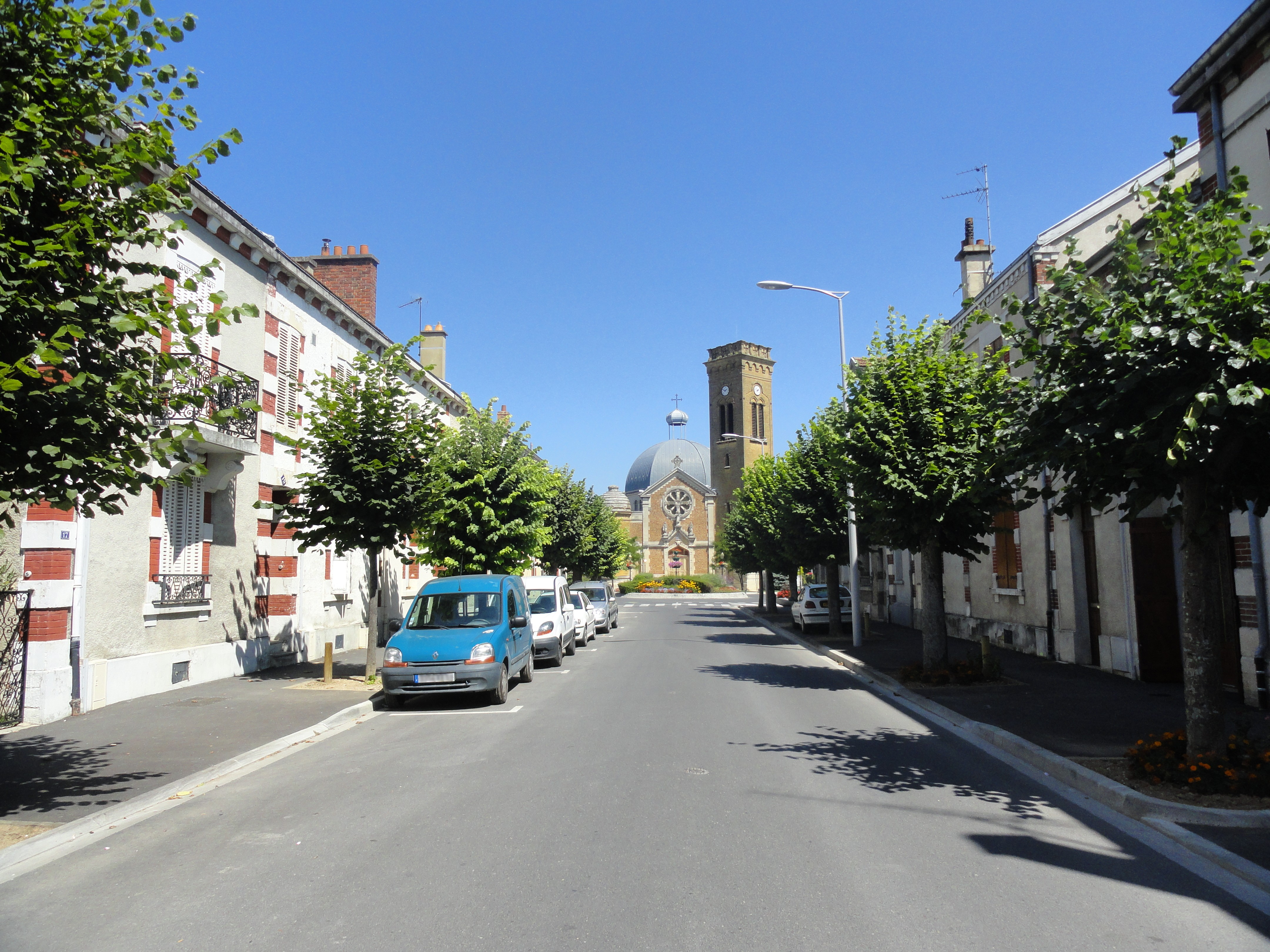
Ambiance de la commune : la rue Paul-Gravet, au centre de Magenta.

Contiguë à la ville d'Épernay, Magenta se trouve dans la partie ouest du département de la Marne, en région Grand Est. La commune appartient à la région agricole du Vignoble.
Magenta est située dans la vallée de la Marne. Elle repose sur des alluvions fluviatiles actuelles et récentes, déposées par la Marne lors de l'Holocène. Sur son territoire, l'altitude varie peu, de 68 à 70 mètres.
Par la route, Magenta se situe à 34 km de Châlons-en-Champagne, préfecture de la Marne, et à 28 km de Reims, principale ville du département.
Magenta est limitrophe de 4 communes :
| Hautvillers | Dizy    | Aÿ-Champagne (par un quadripoint) |
| Épernay     | Magenta | Épernay (La Villa)                |
|             | Épernay |                                   |

### Hydrographie
La commune est dans la région hydrographique « la Seine de sa source au confluent de l'Oise (exclu) » au sein du bassin Seine-Normandie. Elle est drainée par la Marne, le canal latéral à la Marne et le ruisseau de Champillon,.
La Marne, qui prend sa source sur le plateau de Langres, dans la commune de Saints-Geosmes (Haute-Marne) et se jette dans la Seine entre Charenton-le-Pont et Alfortville (Val-de-Marne) dans le quartier de Conflans-l'Archevêque, longe la commune sur son flanc ouest.
Le canal latéral à la Marne est un canal, chenal navigable de 67 km reliant Vitry-le-françois à Mardeuil où il se jette dans la Marne. Il délimite la commune au nord.
Un plan d'eau complète le réseau hydrographique : Pré la Perche, d'une superficie totale de 2,5 ha (1,4 ha sur la commune),.

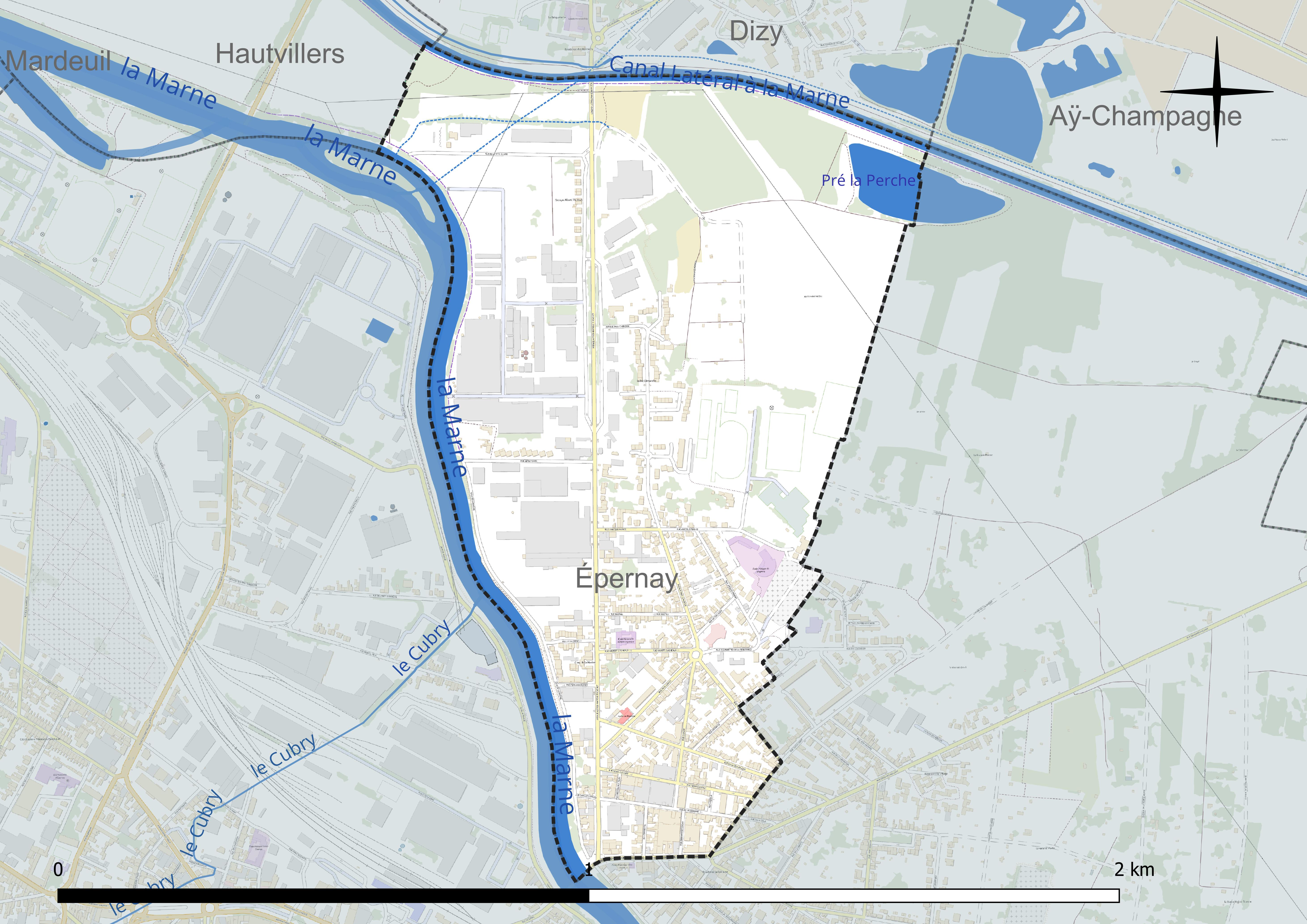
Réseau hydrographique de Magenta.

Se situant à une altitude relativement faible et le long de la Marne, la commune peut être inondée. Elle est ainsi concernée par le « plan d’exposition au risque d’inondation du secteur d’Épernay », qui date du 4 décembre 1992 et équivaut à un plan de prévention du risque inondation. Le nord de la commune est particulièrement exposé à ce risque d’inondation.

### Climat
Pour des articles plus généraux, voir Climat du Grand Est et Climat de la Marne.
En 2010, le climat de la commune est de type climat océanique dégradé des plaines du Centre et du Nord, selon une étude du Centre national de la recherche scientifique s'appuyant sur une série de données couvrant la période 1971-2000. En 2020, Météo-France publie une typologie des climats de la France métropolitaine dans laquelle la commune est exposée à un climat océanique altéré et est dans la région climatique Nord-est du bassin Parisien, caractérisée par un ensoleillement médiocre, une pluviométrie moyenne régulièrement répartie au cours de l’année et un hiver froid (3 °C).
Pour la période 1971-2000, la température annuelle moyenne est de 10,6 °C, avec une amplitude thermique annuelle de 15,9 °C. Le cumul annuel moyen de précipitations est de 645 mm, avec 11,6 jours de précipitations en janvier et 7,8 jours en juillet. Pour la période 1991-2020, la température moyenne annuelle observée sur la station météorologique de Météo-France la plus proche, « Chouilly », sur la commune de Chouilly à 5 km à vol d'oiseau, est de 11,4 °C et le cumul annuel moyen de précipitations est de 668,9 mm. 
La température maximale relevée sur cette station est de 40,3 °C, atteinte le 25 juillet 2019 ; la température minimale est de −12,3 °C, atteinte le 5 février 2012,,.
Les paramètres climatiques de la commune ont été estimés pour le milieu du siècle (2041-2070) selon différents scénarios d'émission de gaz à effet de serre à partir des nouvelles projections climatiques de référence DRIAS-2020. Ils sont consultables sur un site dédié publié par Météo-France en novembre 2022.

## Urbanisme

### Typologie
Au 1er janvier 2024, Magenta est catégorisée centre urbain intermédiaire, selon la nouvelle grille communale de densité à sept niveaux définie par l'Insee en 2022.
Elle appartient à l'unité urbaine d'Épernay, une agglomération intra-départementale regroupant sept  communes, dont elle est une commune de la banlieue,,. Par ailleurs la commune fait partie de l'aire d'attraction d'Épernay, dont elle est une commune du pôle principal,. Cette aire, qui regroupe 44 communes, est catégorisée dans les aires de 50 000 à moins de 200 000 habitants,.

### Occupation des sols
L'occupation des sols de la commune, telle qu'elle ressort de la base de données européenne d’occupation biophysique des sols Corine Land Cover (CLC), est marquée par l'importance des territoires artificialisés (74,3 % en 2018), en augmentation par rapport à 1990 (69,5 %). La répartition détaillée en 2018 est la suivante : 
zones industrielles ou commerciales et réseaux de communication (43 %), zones urbanisées (31,3 %), terres arables (13,3 %), zones agricoles hétérogènes (12 %), cultures permanentes (0,5 %).
L'IGN met par ailleurs à disposition un outil en ligne permettant de comparer l’évolution dans le temps de l’occupation des sols de la commune (ou de territoires à des échelles différentes). Plusieurs époques sont accessibles sous forme de cartes ou photos aériennes : la carte de Cassini (XVIIIe siècle), la carte d'état-major (1820-1866) et la période actuelle (1950 à aujourd'hui).

Représentations cartographiques de la commune
Plan des quartiers de Magenta.
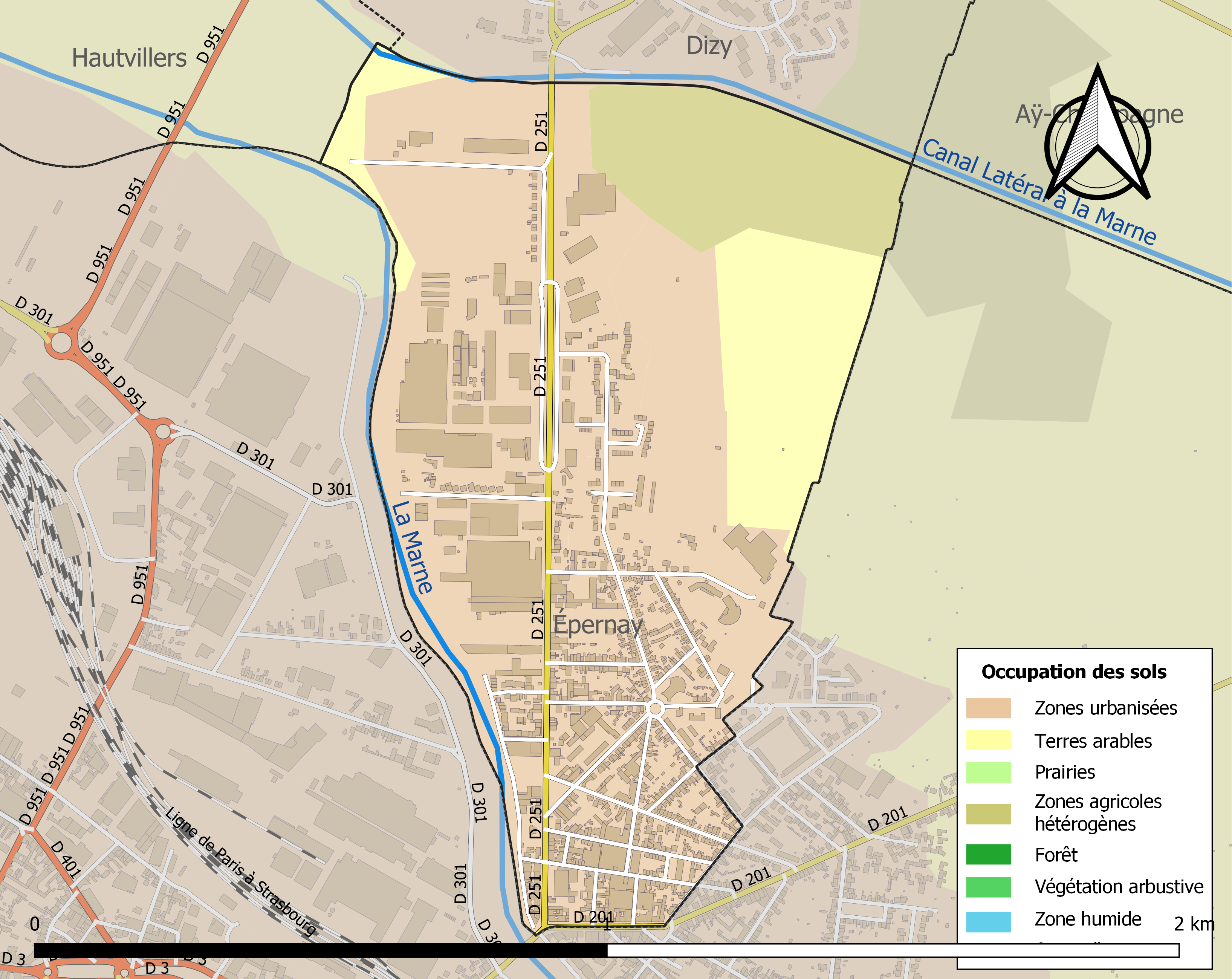
Occupation des sols

### Logement
En 2008, la commune de Magenta totalise 939 logements. C'est une centaine de plus qu'en 1968. Cependant, entre ces deux dates, le nombre de résidences secondaires a été divisé par deux — elles ne sont plus que six en 2008 et représentent 0,6 % du parc résidentiel — et les logements vacants ont plus que doublé.
La majorité des logements sont des maisons, pour environ 55 %. Néanmoins, on compte trois maisons de moins en 2008 qu'en 1999, alors que 34 nouveaux appartements ont été construits. Les maisons magentaises comptent en moyenne 4,7 pièces contre 2,9 pour les appartements. Plus de la moitié des Magentais sont locataires de leur résidence (50,7 %). C'est deux points de moins qu'en 1999. Par ailleurs, 24 % des résidences sont des HLM loués vides.
Près de la moitié des résidences principales de la commune ont été construites avant 1949 ; ce chiffre est plus élevé pour les maisons que pour les appartements. Environ un quart du parc résidentiel a été achevé entre 1949 et 1974. Depuis 1990, ce sont majoritairement des appartements qui y sont construits. Les logements édifiés entre 1990 et 2005 représentent environ 10 % du total.

### Voies de communication et transports
La commune se trouve sur la route touristique du Champagne.
L'unique route importante traversant la commune est la RN 2051, qui va d'Épernay à Reims. En 2005, le conseil municipal a accepté que la RN 2051 soit déclassée en voie communale. L'actuel pont du canal, qui permet de rejoindre Dizy par cette route, date de 1949. Il voit passer chaque jour 7 848 voitures et 343 poids lourds.
De l'autre côté, au sud, Magenta est reliée au centre d’Épernay par un autre pont. Au XVIe siècle, c'était un pont en bois avec des culées en pierre. En 1814, il s'écroula en partie et fut reconstruit, sous pression de l'armée russe. Le passage devint payant jusqu'en 1849. Il fut ensuite bombardé en 1914 et un nouveau pont, en béton, fut alors édifié. Il fut détruit une troisième fois, par les Allemands, en août 1944 lors de leur retraite.
La commune est desservie par la ligne 3 des transports urbains Mouvéo, qui part de Magenta et traverse une grande partie d’Épernay jusqu’à l’arrêt Sainte-Marthe. La ville dispose de six points d'arrêt : Jules Lobet, Centre culturel, Pré Dimanche, Grandes Herbes et Magenta-Albert Thomas. La gare la plus proche est celle d’Épernay, qui se trouve de l'autre côté de la Marne.

## Toponymie
La dénomination rappelle la victoire de la Bataille de Magenta sur les troupes autrichiennes en 1859. En effet, la construction de logements pour ouvriers de la verrerie ou cheminots fait croître le hameau de  la Poterie de la commune de Dizy, qui dépasse alors  la centaine d'habitants. Le conseil municipal de Dizy décide donc en novembre 1859 de donner un nouveau nom au quartier : « Magenta » est choisi, en mémoire de la bataille de ce nom, remportée par le Second Empire lors de la campagne d’Italie en juin de la même année.

## Histoire
La naissance de cette petite ville de la banlieue d'Épernay remonte au milieu du XIXe siècle et à la révolution industrielle.

### Jusqu'en 1881: les origines
Jusqu'en 1800 environ, le lieu qu’occupe aujourd'hui Magenta n'est qu'une plaine inondable, appartenant au territoire de la commune de Dizy. Au milieu du XIXe siècle, on ne trouve que quelques habitations entre le pont de la Marne et le pont de Dizy, sur le canal latéral à la Marne. Le lieu-dit est appelé la Poterie, en référence à celle qui s’y est implantée ; une verrerie s’installe également en 1857 mais ferme avant 1880.
La construction de logements pour ouvriers de la verrerie ou cheminots fait croître le hameau, qui dépasse la centaine d'habitants. Face à ce développement, le conseil municipal de Dizy décide en novembre 1859 de donner un nouveau nom au quartier, choisit en référence à la bataille de Magenta.
Un rattachement à Épernay, dont le quartier constitue un des faubourgs, est proposé en 1865, mais la ville voisine refuse. Cinq ans plus tard, un nouvel avis du conseil municipal sparnacien se montre en faveur d’un rattachement de Magenta et de La Villa (alors rattachée à Ay) mais le ministère de l’Intérieur refuse en 1875, ne trouvant pas d'intérêt à « un tel bouleversement administratif ».

### 1881-1965: la commune de Dizy-Magenta
La croissance du quartier se poursuivant, la commune de Dizy-sur-Marne prend en 1881 le nom de Dizy-Magenta.
Anatole Thévenet, maire de Dizy-Magenta de 1892 à 1900, est l’un des principaux artisans de l’extension du bourg. Il acquiert de nombreux terrains inondables dans la plaine, qu’il fait remblayer avec de la craie provenant du creusement des caves de champagne dans les environs. Il fait bâtir des maisons fonctionnelles avec jardin. Elles offrent des prix avantageux pour les cheminots qui sont nombreux à s’y installer. Ses habitations sont d’ailleurs en « location-vente » : après vingt années, les locataires deviennent propriétaires de leur logement. Une église est construite à Magenta en 1893. En 1907, le chef-lieu de la commune est transféré au hameau de Magenta.
Le bourg est relié à Épernay par les chemins de fer de la Banlieue de Reims (CBR), un réseau de chemin de fer secondaire à voie métrique qui le relient notamment à Épernay. Cette liaison ferme dans l'entre-deux-guerres.

Magenta au tout début du XXe siècle
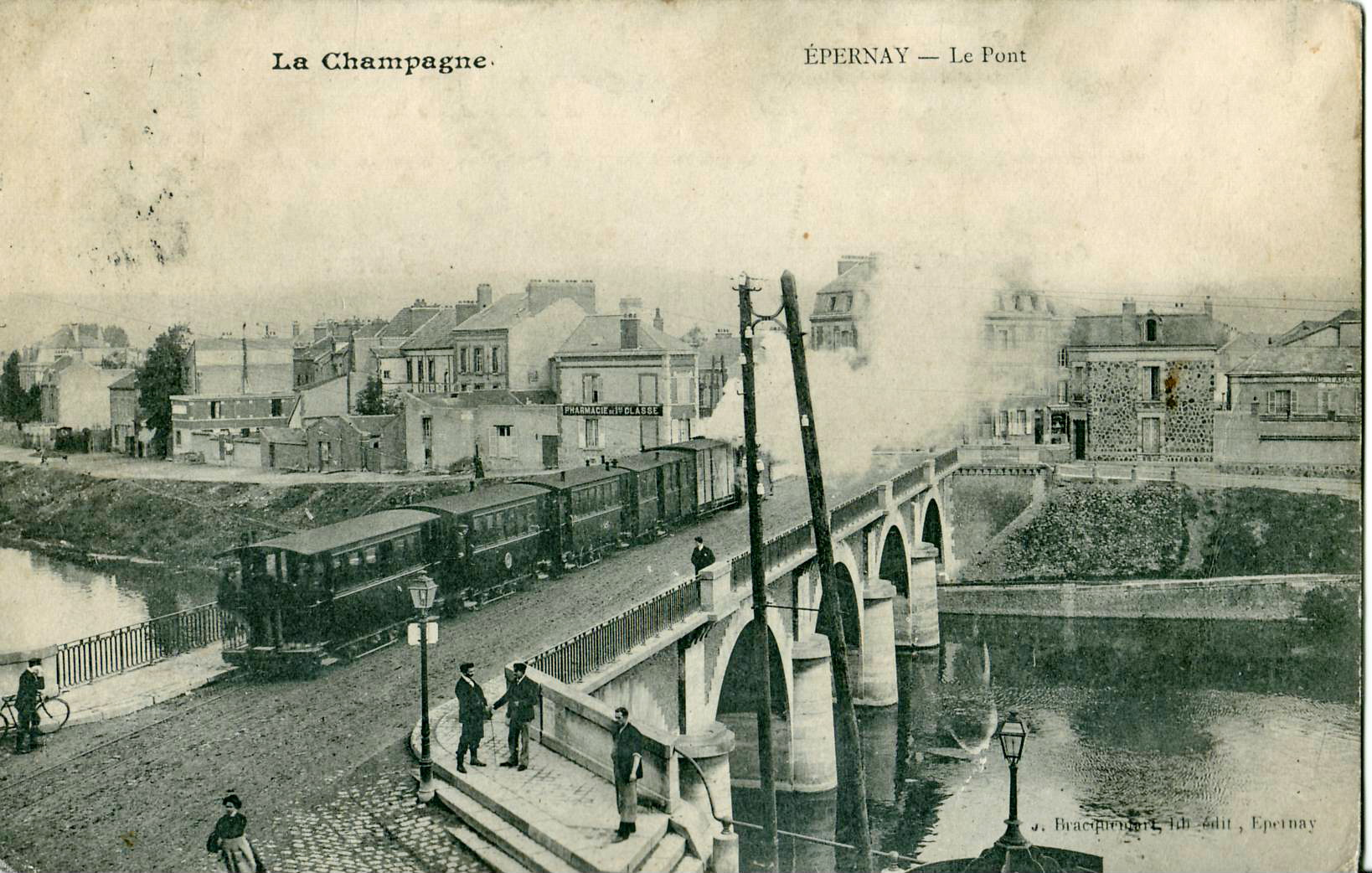
Une rame des CBR sur le pont de la Marne en 1907.
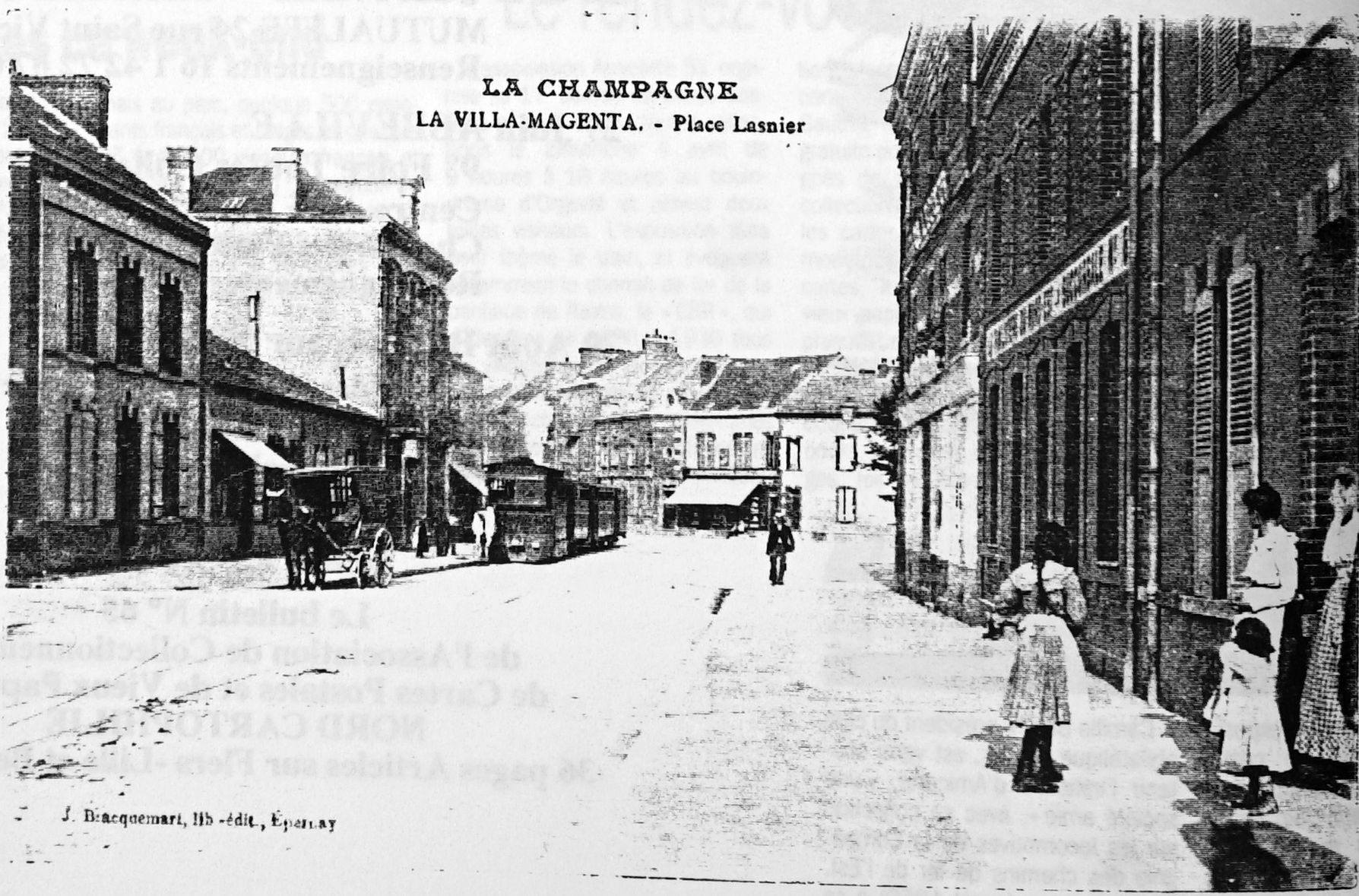
La place Lasnier au tout début du XXe siècle, où circule une rame des CBR.

Six Magentais sont « morts pour la France » durant la Seconde Guerre mondiale. Ces résistants, âgés de 18 à 31 ans, travaillaient pour la plupart aux ateliers de la SNCF d’Épernay. Des rues de la commune portent leur nom : Fernand Buffet, Gilbert Cagneaux, René Cornélis, Henri Euzenat, Camille Lafosse, Jacques Pernet. Le 29 août 1944, le bourg est libéré de l’occupation nazie, le lendemain d’Épernay.

### Depuis 1965: la commune de Magenta
Le 1er février 1965, la commune de Magenta est officiellement créée à partir de parcelles de la commune de Dizy-Magenta, qui reprit le nom de Dizy,.
De tradition ouvrière, la commune voit sa population augmenter jusqu'aux années 1970 avant de connaître le déclin.
En 2009, la commune fête son 150e anniversaire.

## Politique et administration

### Rattachements administratifs et électoraux

#### Rattachements administratifs
De sa création en 1964 à 2006, Magenta faisait partie de l'arrondissement de Reims du département de la Marne, année où elle rejoint l'arrondissement d'Épernay
Elle faisait partie depuis sa création  du canton d'Ay. Dans le cadre du redécoupage cantonal de 2014 en France, cette circonscription administrative territoriale a disparu, et le canton n'est plus qu'une circonscription électorale.
Magenta est juridiquement rattachée aux tribunaux  de commerce, d’instance, de grande instance, pour enfants, du conseil de prud’hommes ainsi que de la cour d’appel de Reims. Elle dépend du tribunal administratif de Châlons-en-Champagne et de la cour administrative d’appel de Nancy.

#### Rattachements électoraux
Pour les élections départementales, la commune fait partie depuis 2014 du canton d'Épernay-1
Pour l'élection des députés, elle fait partie de la troisième circonscription de la Marne.

### Intercommunalité
En 1966, Magenta participe avec Épernay, Mardeuil et Pierry à la création du District Urbain d’Épernay, qui gère notamment les déchets, la distribution de l'eau et la voirie. En 2001, il se transforme et devient la communauté de communes Épernay-Pays de Champagne (CCEPC) avec des compétences élargies (aménagement du territoire, développement économique). En 2012, elle comprend 16 communes pour environ 38 500 habitants. Le 1er janvier 2017, la CCEPC fusionne avec la communauté de communes de la Région de Vertus pour former la communauté d'agglomération Épernay, Coteaux et Plaine de Champagne.

### Tendances politiques et résultats
Ville historiquement ouvrière, les Magentais votent traditionnellement à gauche. Ainsi, lors de l'élection présidentielle de 2007, la socialiste Ségolène Royal prend la tête du premier tour avec 28,09 % des voix puis l’emporte au second avec 55,14 %. Douze ans plus tôt, Lionel Jospin y est arrivé en première position au premier, ainsi qu’au second tour avec 59,11 % des suffrages. L’ancrage à gauche de l’électorat magentais se retrouve au second tour des élections régionales récentes, où la gauche menée par Jean-Paul Bachy l’a emporté avec 56,6 % des bulletins exprimés en 2004 et 61,3 % en 2010, à chaque fois dans le cadre de triangulaires avec la droite et le Front national,. En 2012, les électeurs de la commune donnent à nouveau une large majorité aux candidats de gauche au second tour des élections présidentielle (61,07 % pour François Hollande) et législatives (58,77 % pour Eric Loiselet).
L'extrême gauche obtient généralement de bons résultats dans la commune, y dépassant souvent les 10 % des voix. Aux présidentielles de 1995 et 2002, elle représente près de 22 % des votants, dont 16,2 % à Robert Hue en 1995 et 10,5 % à Arlette Laguiller en 2002,. Le PCF arrive en tête des législatives de 1997 puis l’ensemble de l’extrême gauche réalise 18 % aux législatives suivantes. En 2009, elle pèse pour plus de 17 % aux élections européennes, comme dix ans plus tôt.
Lors des législatives, la droite réalise ses meilleurs résultats. Philippe Martin (UMP) est réélu en 2002 avec 50,4 % des suffrages de la commune et arrive en tête du premier tour de 2007 avec 35,1 %, même s’il est élu au niveau de la circonscription. On constate un glissement à droite lors de ces scrutins puisqu’il n’obtenait 35,5 % des voix au second tour de 1997 face aux Verts. Le Front national est régulièrement supérieur à la moyenne nationale, comme à l’élection présidentielle de 2002 où il arrive en tête avec 18,74 % des voix ou encore en 2007 avec 14,7 %.
Sur la question européenne, si la commune a refusé d’une courte majorité le traité de Maastricht en 1992 avec 51 % de « non », elle repousse de manière claire la Constitution européenne en 2005, à plus de 68 %.

### Administration municipale
Magenta comptant entre 1 500 et 2 500 habitants, le conseil municipal est composé de 19 membres.

### Liste des maires
| Période                                  | Période                    | Identité          | Étiquette | Qualité |
| ---------------------------------------- | -------------------------- | ----------------- | --------- | --- |
| 1965                                     | 1971                       | Georges Forêt     |           | Maire de Dizy (1959 → 1965) |
| 1971                                     | 1972                       | Roger Pointurier  |           | |
| 1972                                     | 2001                       | Pierre Godbillon, | UDF       | Conseiller général d'Aÿ (1988 → 1994) |
| 2001                                     | En cours (au 10 juin 2021) | Laurent Madeline  | DVG       | Président de la CCEPC (2008 → 2014) Vice-président de la CA Épernay, Coteaux et Plaine de Champagne (2017 → ) Réélu pour le mandat 2020-2026, |
| Les données manquantes sont à compléter. |                            |                   |           | |

### Instances de démocratie participative
Chaque année, les élèves de CM2 du groupe Anatole-France participent à un conseil des enfants.

### Jumelages
- Magenta (Italie) depuis 2009.

## Équipements et services publics

### Eau et déchets
L'approvisionnement en eau potable et l'assainissement des eaux usées sont des compétences de la communauté d'agglomération Épernay Agglo Champagne, gérées par le biais de son service « Régie Eau et Assainissement » depuis le 1er janvier 2022. La commune de Magenta est alimentée en eau potable par plus de trois captages. L'assainissement collectif y est assuré par la Société d'Assainissement de l'Agglomération d'Épernay, qui gère la station d'épuration d'Épernay-Mardeuil dans le cadre d'une délégation de service public confiée à Suez de 2022 à 2030.
La communauté d'agglomération est également compétente en matière de déchets. La collecte des ordures ménagères résiduelles, des déchets recyclables et des biodéchets est réalisée en porte à porte, par mise à disposition de trois bacs distincts. La communauté d'agglomération adhèrant au syndicat de valorisation des ordures ménagères de la Marne (SYVALOM), ces déchets sont amenés au centre de transfert départemental de Pierry puis valorisés sur le site de La Veuve. La collecte du verre et des textiles se fait en apport volontaire. La communauté d'agglomération met par ailleurs trois déchèteries à disposition de ses habitants : à Magenta, Pierry et Voipreux. La déchèterie, rue de la Tête à l'Âne au nord-ouest de la ville près de la Marne est gratuite et réservée aux particuliers.

### Enseignement
Magenta appartient à l'académie de Reims.
En 1875, après l’échec de la fusion de Magenta et La Villa avec Épernay, les écoles sparnaciennes n’accueillent plus les enfants magentais. En 1878 et 1879, une école maternelle et une élémentaire sont construites. Aujourd’hui, la commune dispose de deux écoles : la maternelle Gilbert-Cagneaux et le groupe scolaire Anatole-France. Lors de l'année scolaire 2024-2025, l'école maternelle installée rue Gilbert Cagneaux accueille 32 élèves et l'école élémentaire installée rue Anatole France accueille 64 élèves.
Les jeunes Magentais sont ensuite rattachés au collège Jean-Monnet d'Épernay et au lycée Stéphane-Hessel d'Épernay.

### Culture
Magenta dispose de :
- l'espace culturel Pierre-Godbillon, qui accueille notamment des diffusions de films sur écran géant[73],
- la bibliothèque Jean-Pierre Gauyacq, du nom d'un physicien originaire de la commune[74],
- un centre multimédia, proposant des cours d'informatique[75].

### Postes et télécommunications
Deux boîtes aux lettres de La Poste se trouvent sur le territoire communal : avenue Alfred Anatole Thevenet et rue Paul Gravet. Les bureaux de poste les plus proches sont l'agence postale communale de Dizy et le bureau de poste Saint-Martin d'Épernay.

### Justice, sécurité et secours
Du point de vue judiciaire, Magenta relève du conseil de prud'hommes, du tribunal de commerce, du tribunal de proximité, du tribunal judiciaire, du tribunal paritaire des baux ruraux et du tribunal pour enfants de Reims, dans le ressort de la cour d'appel de Reims. Pour le contentieux administratif, la commune dépend du tribunal administratif de Châlons-en-Champagne et de la cour administrative d'appel de Nancy.
Magenta est située en secteur Police nationale et dépend du commissariat d'Épernay.
En matière d'incendie et de secours, la caserne la plus proche est celle d'Épernay, rattachée au Service départemental d'incendie et de secours (SDIS) de la Marne.

## Population et société

### Démographie

#### Évolution démographique
L'évolution du nombre d'habitants est connue à travers les recensements de la population effectués dans la commune depuis 1968. Pour les communes de moins de 10 000 habitants, une enquête de recensement portant sur toute la population est réalisée tous les cinq ans, les populations de référence des années intermédiaires étant quant à elles estimées par interpolation ou extrapolation. Pour la commune, le premier recensement exhaustif entrant dans le cadre du nouveau dispositif a été réalisé en 2008.

En 2022, la commune comptait 1 686 habitants, en évolution de −1,81 % par rapport à 2016 (Marne : −1,19 %, France hors Mayotte : +2,11 %).
| 1968  | 1975  | 1982  | 1990  | 1999  | 2006  | 2008  | 2013  | 2018  |
| ----- | ----- | ----- | ----- | ----- | ----- | ----- | ----- | ----- |
| 2 147 | 2 194 | 1 949 | 1 876 | 1 920 | 1 788 | 1 750 | 1 747 | 1 698 |

| 2022  | - | - | - | - | - | - | - | - |
| ----- | - | - | - | - | - | - | - | - |
| 1 686 | - | - | - | - | - | - | - | - |

S'il est attesté qu'une centaine de personnes peuplaient le hameau dès 1850, la commune ne fait pas l'objet d'une étude officielle avant le recensement de 1962. Cette année-là, on recensait 2 054 Magentais. Ce sont donc les 2/3 des habitants de Dizy-Magenta qui vivaient dans le quartier. Depuis son détachement de Dizy, la population magentaise a connu un pic en 1975, avec 2 194 habitants, avant de décroître jusqu'en 1990. Dans les années 1990, l'excédent naturel conjugué à un solde migratoire nul a permis une hausse du nombre d'habitants avec 1 920 Magentais en 1999 contre 1 876 en 1990. Depuis, la population ne cesse de diminuer, atteignant 1 750 habitants en 2008. Cette diminution de la population de 1 % par an durant cette période 1999-2008, s'explique par un solde apparent des entrées sorties de -1,3 %, alors même que le solde naturel reste positif à 0,3 %.

#### Pyramide des âges
La population de la commune est relativement jeune.
En 2018, le taux de personnes d'un âge inférieur à 30 ans s'élève à 32,1 %, soit en dessous de la moyenne départementale (36,9 %). À l'inverse, le taux de personnes d'âge supérieur à 60 ans est de 27,2 % la même année, alors qu'il est de 25,3 % au niveau départemental.
En 2018, la commune comptait 816 hommes pour 882 femmes, soit un taux de 51,94 % de femmes, légèrement supérieur au taux départemental (51,6 %).
Les pyramides des âges de la commune et du département s'établissent comme suit.
| Hommes | Classe d’âge | Femmes |
| ------ | ------------ | ------ |
| 0,6    | 90 ou +      | 1,2    |
| 6,3    | 75-89 ans    | 10,9   |
| 17,4   | 60-74 ans    | 17,7   |
| 21,2   | 45-59 ans    | 22,8   |
| 20,8   | 30-44 ans    | 16,9   |
| 18,0   | 15-29 ans    | 16,2   |
| 15,7   | 0-14 ans     | 14,3   |

| Hommes | Classe d’âge | Femmes |
| ------ | ------------ | ------ |
| 0,6    | 90 ou +      | 1,8    |
| 6,5    | 75-89 ans    | 9,2    |
| 16,5   | 60-74 ans    | 17,8   |
| 19,7   | 45-59 ans    | 19,1   |
| 18,6   | 30-44 ans    | 17,5   |
| 19,9   | 15-29 ans    | 18,2   |
| 18,2   | 0-14 ans     | 16,6   |

### Sports et loisirs

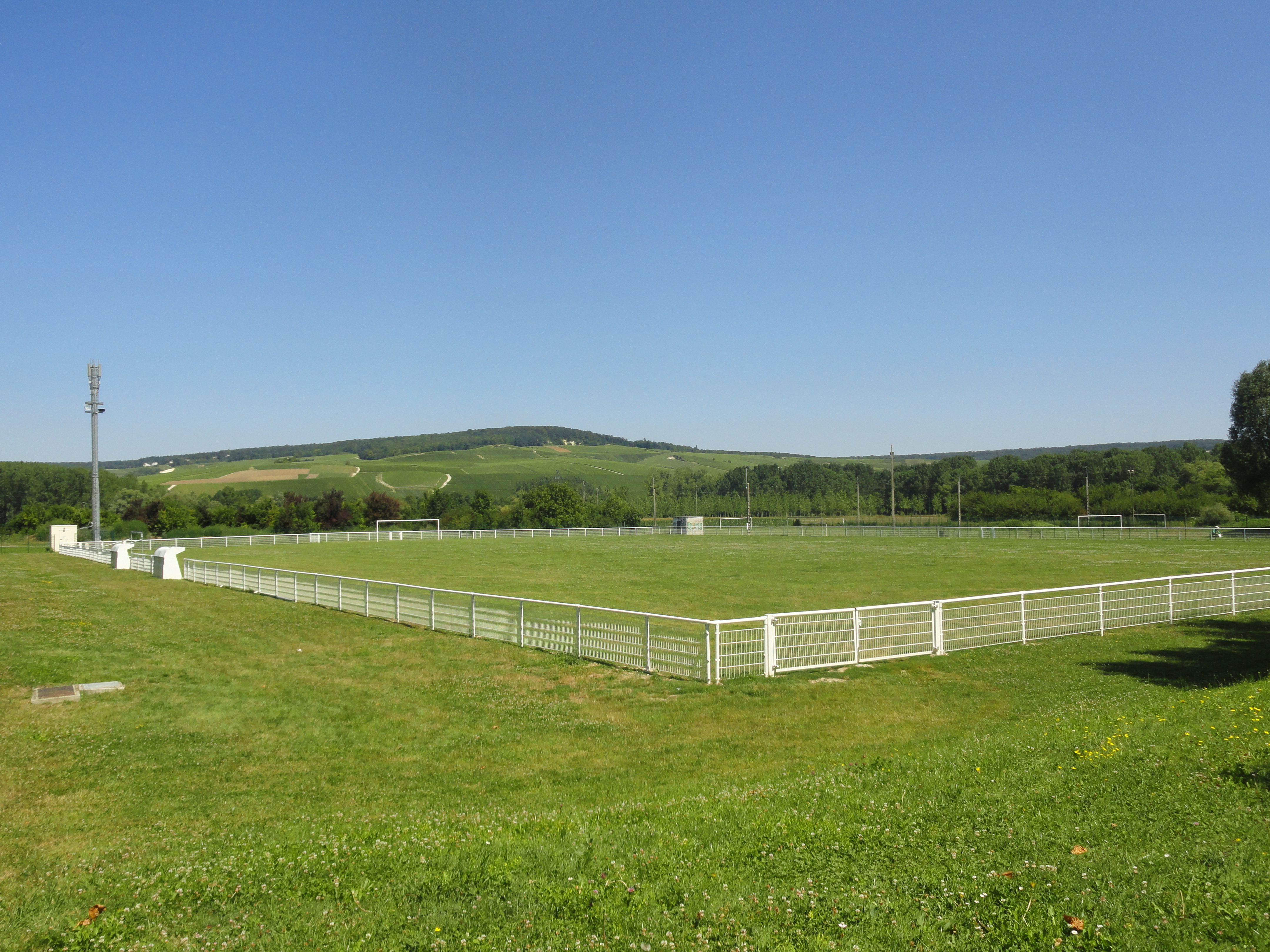
Terrain de football de Magenta.

La commune dispose d'une halle des sports Roger-Pointurier, de terrains de tennis, d'un stade, d'un boulodrome et d'un mur d'escalade. Le stade devrait prendre le nom de Michel Rouquette, ancien joueur de football professionnel originaire de Magenta.
Au sein du complexe sportif Roger-Pointurier, on retrouve des associations proposant plusieurs activités sportives : le badminton, le football, le futsal, la gymnastique, le patinage à roulettes, le stretching, le tennis ou encore le yoga. D'autres associations concernant la danse, la pêche et la randonnée sont également présentes à Magenta.

### Cultes
L’unique lieu de culte de la ville est l'église catholique Sainte-Marie. Elle appartient à la paroisse Saint-Rémi d’Épernay, au sein du doyenné du Vignoble. Magenta est toutefois incluse dans le diocèse de Reims alors que les autres communes de la paroisse font partie du diocèse de Châlons-en-Champagne.

## Économie

### Revenus de la population
En 2009, le revenu net imposable moyen à Magenta s'élève à 20 570 €, ce qui est sensiblement inférieur à la moyenne départementale (24 028 €). Néanmoins, une part plus importante des foyers fiscaux sont imposables (59,8 % contre 56,2 %) et le revenu fiscal médian des ménages (par unité de consommation) est supérieur de 459 € à 19 107 €.

### Emploi
Les actifs ayant un emploi représentent en 2009 environ 67 % des plus de 15 ans. Les inactifs sont majoritairement des retraités (10,9 %) et des étudiants (7,8 %). Les autres inactifs pèsent pour 6,5 % des Magentais en âge de travailler. Un habitant de plus de 15 ans sur huit environ est chômeur. Le taux de chômage est donc en 2009 de 10,5 %, un chiffre légèrement inférieur à la moyenne départementale. Les 809 actifs occupant un emploi sont à 94 % salariés. Parmi eux, près de 15 % sont à temps partiel ; ce taux est de 25 % chez les femmes contre moins de 6 % chez les hommes. Une très large partie des salariés sont fonctionnaires ou en CDI (80,8 %). La proportion de contrats à durée déterminée est d'environ 8 %. Un peu moins de 4 % des travailleurs magentais sont en apprentissage.
On compte 887 emplois dans la commune, soit une hausse de 1 % depuis 1999. Ces emplois sont salariés à près de 91 %. Néanmoins, seuls 17,4 % des actifs magentais travaillent dans la commune. Près de 80 % des travailleurs possèdent un emploi dans une autre commune du département, et notamment à Épernay.

### Entreprises
Au 31 décembre 2009, la commune compte 135 établissements actifs. La grande majorité est tournée vers le commerce, les transports, la santé, l'action sociale et les autres services (73,3 %). Les établissements magentais s'orientent vers le secteur agricole à 13,3 % tout comme l'industrie et la construction réunis. En 2011, cinq nouvelles entreprises y ont été créées.
C'est le secteur de l'industrie qui apporte le plus d'emplois salariés dans la commune (46,8 %). Des entreprises comme Plysorol (plus de 94 salariés en 2012) ou Cordier (181 employés fin 2009) sont implantées dans la zone industrielle de la commune.

## Culture locale et patrimoine

### Église Sainte-Marie

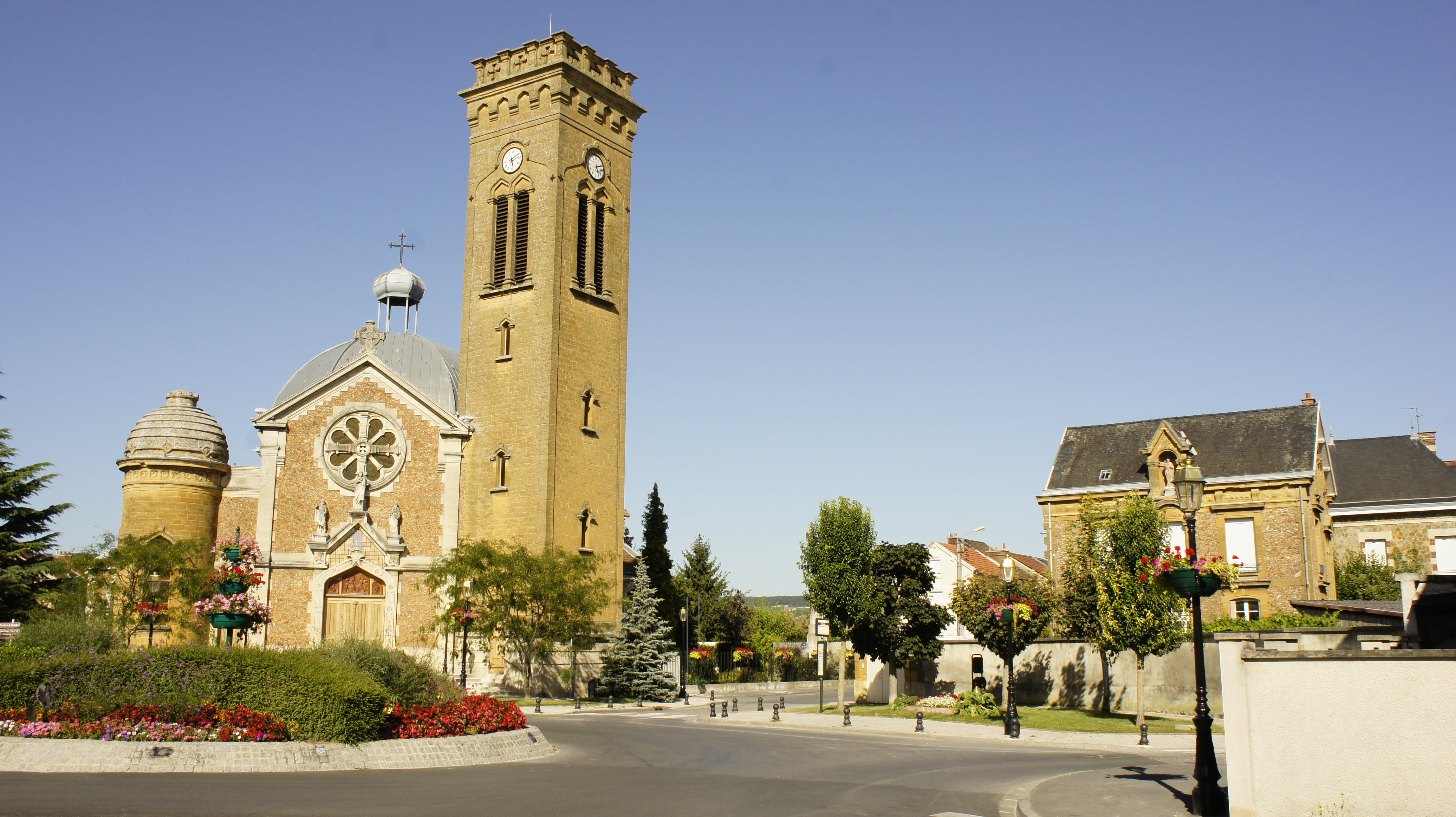
L'église et le presbytère.

En 1893, Paul Chandon de Brailles, riche négociant en vin, fit un don de 250 000 francs pour la construction d’une église pour les habitants de Magenta et La Villa. Jusqu’alors, le hameau était rattaché à la paroisse de Dizy, au sein du diocèse de Reims, même si de nombreux fidèles préféraient se rendre à Épernay, dans le diocèse de Châlons. Un précédent projet de chapelle et de cimetière avait été rejeté, faute de moyens, et certains rapportent qu’à l'époque la majorité des Dizyciens ne voulait pas d’une nouvelle église mais qu’on ne refusa pas le « cadeau » de M. Chandon. L’église est placée sous le vocable de Sainte-Marie, prénom de la femme de Paul Chandon. Les plans du bâtiment seraient de Desperthes. Le chantier a été supervisé par l’architecte sparnacien Henri Clouet. L’église est consacrée par le cardinal Langénieux le 9 décembre 1894. Le fils de Paul Chandon, Jean-Remi, fit construire un presbytère à proximité de l’église en 1900, dont il rémunérait directement le curé.

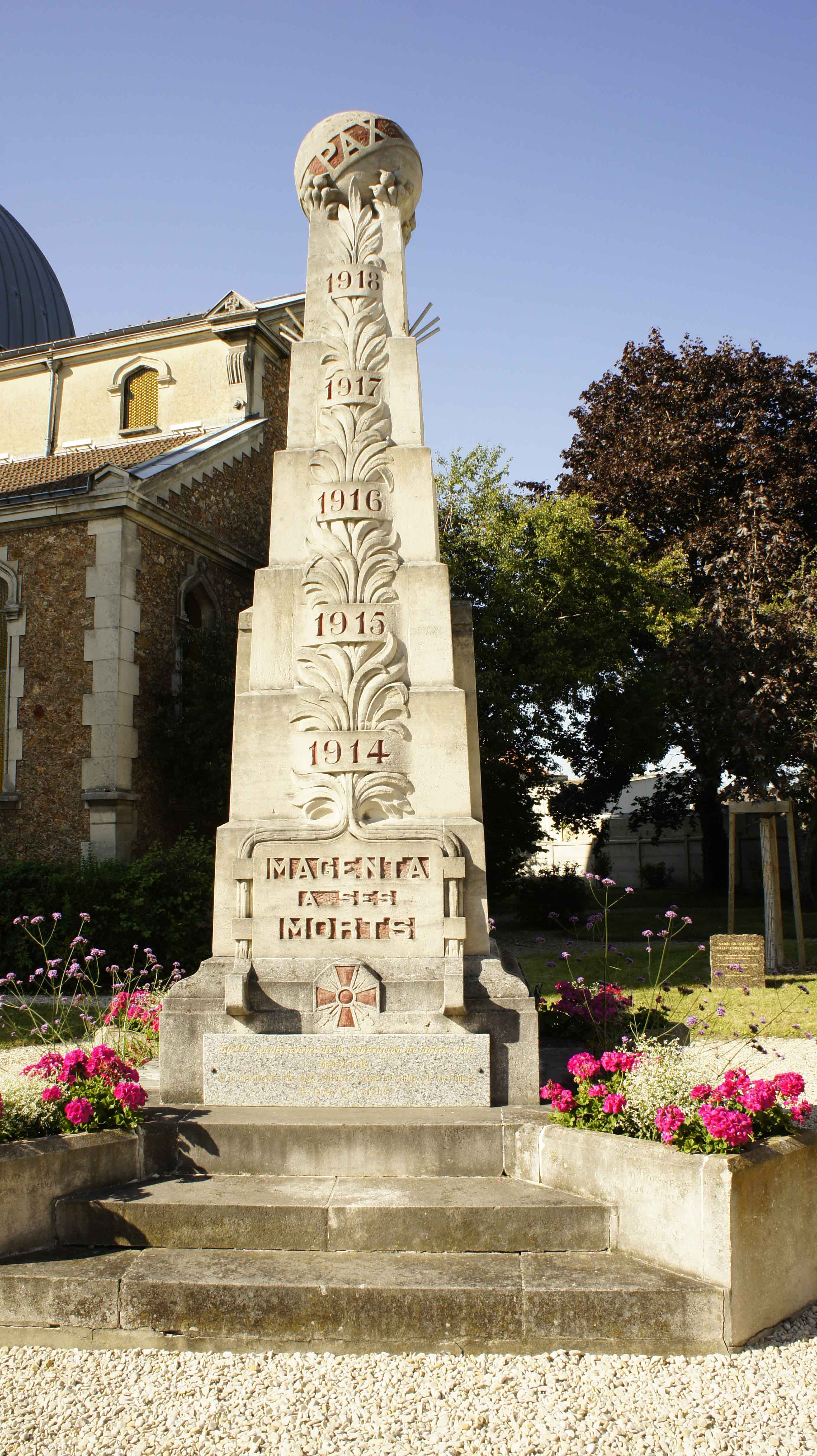
Le monument aux morts.

L'église se distingue des églises de la région par son architecture romane-byzantine et sa forme, non pas en croix mais en « Y ». L'ossature hexagonale de l’édifice est en fonte, pour que le sol, composé de remblais, puisse le soutenir. Elle possède un dôme zingué soutenu par six colonnes également en fonte d’acier. Celles-ci sont décorées de chapiteaux moulés en haut-relief,. Ils représentent des scènes aussi bien religieuses que profanes : le baptême de Clovis, le sacre de Charles VII, la bataille de Magenta, des ouvriers (verriers, cheminots et vignerons qui peuplaient la commune), le travail de la vigne ainsi que le don par Paul Chandon d’une maquette de l’église à l’évêque de Reims. Ces sculptures ont été rénovées en 2009. Le dôme est surmonté d’un clocheton « à bulbe ». L’autel se trouve ici au centre du bâtiment, sous la coupole, de telle sorte que les 1 800 fidèles que peut accueillir l’église puissent voir la messe, où qu’ils se trouvent,. De chaque côté de la façade, construite en pierre meulière et pierre de taille du Barrois et ornée d’une rosace, s’élèvent deux tours. À gauche, une petite tour ronde accueille les fonts baptismaux et, à droite, une haute tour carrée, en biais, abrite les cloches. Ce campanile aurait dû être coiffé d’un autre clocheton qui n’y fut jamais installé. Les deux tours sont en calcaire jaune de Dom-le-Mesnil.

### Autres lieux et monuments
- Le monument aux morts.
- La locomotive BB 16678. Pour témoigner du passé cheminot de la commune, et honorer les hommes et les femmes ayant travaillé aux ateliers SNCF d’Épernay, le conseil municipal a œuvré pour la préservation d'un engin de la série des BB 16500, locomotives emblématiques de l'établissement sparnacien. La BB 16678 est arrivée place Roger Pointurier le 6 avril 2017, la fin des travaux de restauration a été célébrée lors du baptême de la locomotive aux armes de la ville, le 9 juin 2018. Le site est accessible au public quotidiennement, la visite de la cabine de conduite est possible lors de certaines manifestations patrimoniales.[réf. nécessaire]

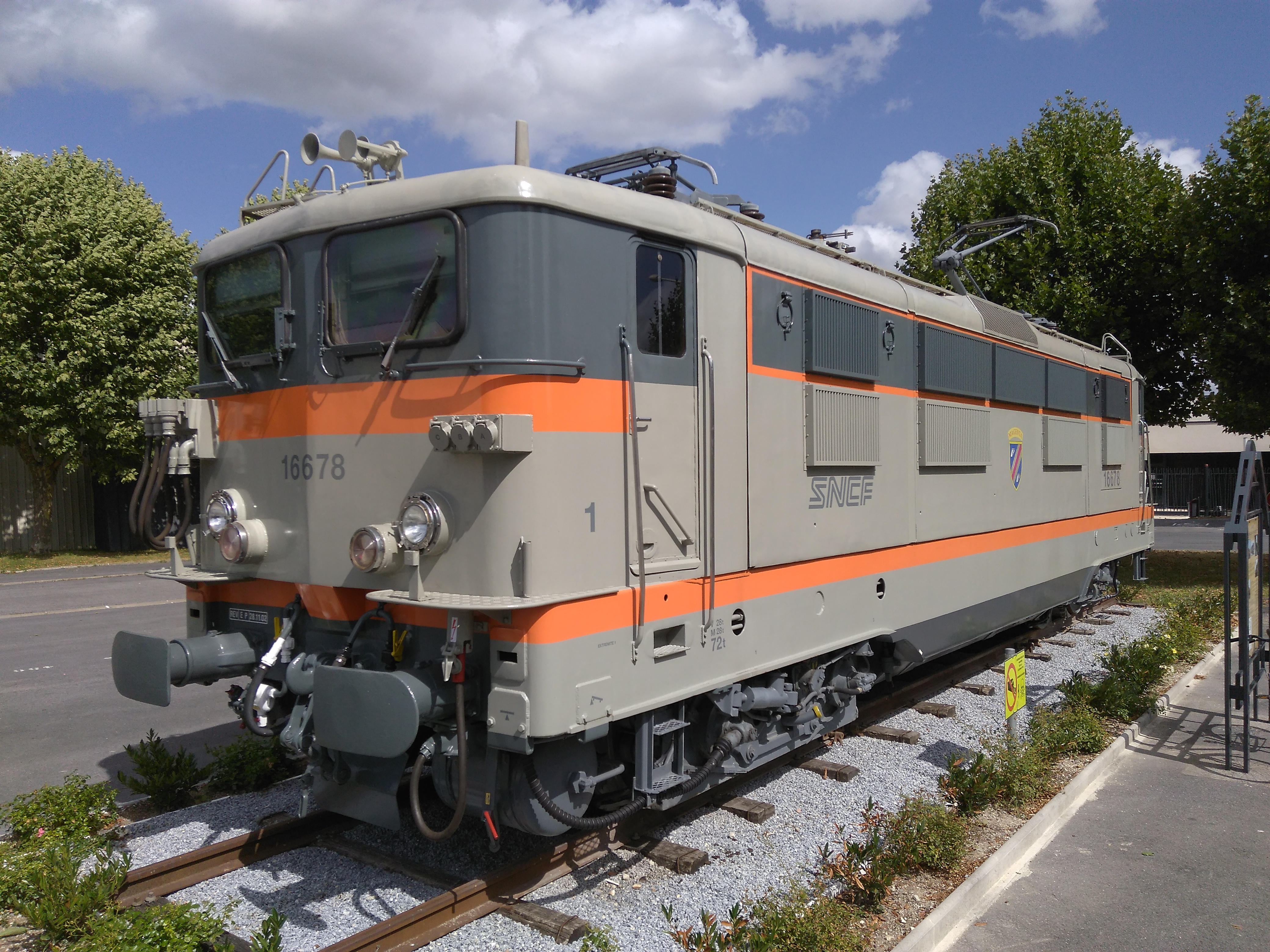
Locomotive BB 16678 préservée par la commune de Magenta (51).

### Personnalités liées à la commune
- Georges Deflandre (1897 - 1973), paléontologue reconnu, est né à Magenta ;
- Jean Poirel (1910 - 1975), compagnon de la Libération, est né à Magenta[107] ;
- Michel Rouquette (1950 - ), footballeur, est né à Magenta.

### Héraldique
| Blason de Magenta | Blason  | Sous une double couronne, Magenta entre deux ponts D’Henri IV au blanc panache, au maréchal pour son bâton, Magenta (la bataille) en aura construit son nom. Pris du blason champenois, qui rehausse son éclat, de l'or et le vif bleu roi, qu’avive le rouge Magenta,. DeviseJ'y suis, j'y reste » (Mac Mahon) |
| Blason de Magenta | Détails | Le blason magentais reprend essentiellement le blason champenois, auquel on a ajouté la couleur magenta, découverte peu après la bataille du même nom. Les deux ponts du blason symbolisent le pont de Dizy, sur le canal latéral à la Marne, et le pont d'Épernay, sur la Marne. Les références à Patrice de Mac Mahon s'expliquent par le fait qu'il ait mené la bataille de Magenta. Quant à Henri IV, il repoussa les protestants hors d'Épernay lors des guerres de Religion. Le statut officiel du blason reste à déterminer. |

### Documents
- Magenta Info, coll. « Bulletin municipal » (no 60), décembre 2008, 24 p. (lire en ligne)
- Insee, Dossier local pour Magenta (51663 : Commune), 30 juin 2011, 17 p. (lire en ligne)